# Kustduikerwants
De kustduikerwants (Corixa affinis) is een wants uit de familie van de Corixidae (Duikerwantsen). De soort werd het eerst wetenschappelijk beschreven door William Elford Leach in 1817.

## Uiterlijk
De grotendeels zwarte duikerwants is, als volwassen dier, altijd macropteer en kan 8 tot 10 mm lang worden. Het halsschild is bijna zwart, en heeft 12 tot 14 lichte dwarslijntjes, de lichte lijntjes zijn iets breder dan de ruimte tussen de lijntjes. Ook de voorvleugels zijn zwartachtig met een lichte netvormige tekening en vlekken, vaag gegroepeerd in dwarslijnen.
De kop, onderkant en pootjes zijn geel. De kustduikerwants lijkt op de schaarse duikerwants (Corixa panzeri), die is echter groter en donkerder gekleurd, de lichte dwarslijntjes op het halsschild zijn smaller dan de ruimte ertussen en de tarsi van de middenpoten zijn langer dan de schenen.

## Leefwijze
De wants overwintert als volwassen dier en er is een enkele generatie per jaar. Het zijn goede zwemmers die ook goed kunnen vliegen. De soort houdt van hogere temperaturen en kan tegen zout water.

## Leefgebied
De wants is in Nederland plaatselijk algemeen in het kustgebied. Het verspreidingsgebied strekt zich uit van zuidelijk Europa, tot aan Ierland, Centraal Engeland en het Duits-Nederlandse Waddenzeegebied tot aan Noord-Afrika, het Midden-Oosten en het Zwarte- en Kaspische Zeegebied.